# بوست بانك
البوست بانك (بالإنجليزية: Post-punk)‏ هو نوع واسع من موسيقى الروك ظهر في أواخر عقد 1970 حين ابتعد الفنانون عن الطبيعة البسيطة الخام والتقليدية للبانك روك، واعتمدوا مكانها إحساسًا طليعيًّا وتأثيرات غير موسيقى الروك. ألهم الفنانون بطاقة وأخلاقيات افعلها بنفسك للبانك لكنهم هدفوا لكسر كليشيهات الروك، بحيث جربوا أساليب مثل الموسيقى الإلكترونية، الداب، الفانك، وموسيقى الرقص؛ تقنيات تسجيل وإنتاج جديدة؛ وأفكار فنية وسياسية مثل النظرية النقدية، الفن الحديث، السينما، والحداثة الأدبية. نتجت عن هذه المجتمعات شركات إنتاج مستقلة، فن مرئي، أداءات وسائط متعددة ومجلات معجبين.
من بين الفرقة الرائدة في البوست بانك المبكر ذا كيور وجوي ديفيجن. كانت الحركة تتعلق بتطور الأنواع الموسيقية السابقة مثل الغوثك روك، النيو ساكديلية، النو ويف، وموسيقى الإندستريل. في وسط عقد 1980 تبدد البوست بانك وأدى لظهور حركة النيو بوب والموسيقى البديلة والمستقلة.